# Omer (Israele)
Omer (Ebraico: עֹמֶר) è un sobborgo benestante della città di Beersheba nel Distretto Meridionale di Israele. La città si trova sulla super strada 60, tra Beersheba e Shoket Junction. Nel 2015 aveva una popolazione di 7 339 persone e il territorio comunale era pari a 20,126 dunams (~20,10 km²).
Omer è nota per i suoi elevati standard socio-economici: fa parte di uno delle tre municipalità israeliane ad aver totalizzato 10/10 nei ranking di qualità della vita, insieme a Kokhav Yair e Savyon.

## Storia
Omer, inizialmente nota come Hevrona, fu fondata come un kibbutz nel 1949. I primi residenti erano membri smobilitati della Palmach. Nel 1951 la comunità divenne un villaggio cooperativo con il nome di Eilata. Nel 1953 fu rifondata sotto forma di moshav da immigrati dall'Ungheria e dalla Romania e rinominata Omer. Il nome si basa su un verso del Levitico.
Nel 1957, gli abitanti della ma'abarot adiacente si trasferirono ad Omer aumentandone la popolazione. Nel 1962 la comunità fu rinominata Tomer e divenne un quartiere di Beersheba di cui fece parte fino al 1974, quando ridivenne autonoma. Pini Badash è sindaco della città dal 1990.